# Derrick Fenner
Derrick Steven Fenner (Washington, 6 aprile 1967) è un ex giocatore di football americano statunitense che ha giocato nel ruolo di running back nella National Football League (NFL).
Al college giocò a football a North Carolina. È il padre del cestista D.J. Fenner.

## Carriera professionistica
Fenner fu scelto nel corso del decimo giro (268º assoluto) nel Draft NFL 1989 dai Seattle Seahawks. La sua miglior stagione fu quella del 1990 in cui corse 859 yard e guidò la NFL con 14 touchdown su corsa. In seguito non avvicinò però più tali cifre, passando il resto della carriera con i Cincinnati Bengals (1992-1994) e gli Oakland Raiders (1995-1997).

## Palmarès
- Leader della NFL in touchdown su corsa: 1

1990

## Statistiche
| Partite            | 120   |
| Yard corse         | 2.996 |
| Touchdown su corsa | 32    |